# Leon Qafzezi
Leon Qafzezi (ur. 13 lutego 1953 w Tiranie) – albański pisarz, reżyser, scenarzysta i krytyk filmowy.

## Życiorys
W 1977 ukończył studia z zakresu reżyserii filmowej w Instytucie Sztuk w Tiranie. Po studiach pracował jako reżyser w domach kultury. W 1986 został mianowany na stanowisko wicedyrektora wydziału d.s. rozpowszechniania w Studiu Filmowym Nowa Albania. W latach 1993-1998 pracował w telewizji państwowej jako reżyser i operator. Od 1998 związany z prywatnymi stacjami telewizyjnymi (TV Teuta) i firmami producenckimi.
Pisze utwory poetyckie, krótkie utwory prozą, a także prace z historii i teorii filmu. W latach 90. XX wieku zrealizował kilkanaście filmów dokumentalnych. Pisał recenzje filmowe do czasopism Skena dhe Ekrani oraz Ylli. Był założycielem czasopisma Film, wydawanego w Tiranie.

## Twórczość filmowa
- 1993: Njeriu i fjalës së lirë
- 1996: Paris, Paris
- 1996: Refreni i zemres sime
- 1999: Azemi është gjallë
- 2000: Mesazh humaniteti
- 2002: Lufta per jeten

## Twórczość literacka

### Nowele
- 1997: Pashaporte per Ferr
- 1998: Qielli poshte
- 1998: Tregu i ëndrrave
- 1998: Vrimat e zeza
- 2008: Prostituta e Abukirit
- 2011: Novela te zgjedhura

### Poezja
- 1992: Dashuri pa kredi
- 1996: Eda
- 2013: Funerali i te gjalleve

### Prace filmoznawcze
- 1993: Mjeshter te mëdhenj të filmit
- 1996: Portrete kineastesh
- 2002: Filmi shqiptar dhe koha: shënime kritike - publicistike
- 2002: Intervista per filmin
- 2002: Jean -Luc Godard: monografi
- 2002: Stanley Kubrick: monografi
- 2003: Me xhirime
- 2008: Historiku i kinematografise boterore
- 2024: Metamorfoza e Kalimit te Diktatures ne Demokraci